# Hybos xanthomelas
Hybos xanthomelas är en tvåvingeart som beskrevs av Saigusa 1963. Hybos xanthomelas ingår i släktet Hybos och familjen puckeldansflugor. Inga underarter finns listade i Catalogue of Life.